# Łomianki
Łomianki – miasto w Polsce w województwie mazowieckim, w powiecie warszawskim zachodnim, siedziba gminy miejsko-wiejskiej Łomianki. Zaliczane do aglomeracji warszawskiej.
Miasto Łomianki powstało 1 stycznia 1989 roku z obszarów należących do sześciu wsi:
| Wieś               | Powierzchnia (ha) | Obszar         |
| ------------------ | ----------------- | -------------- |
| Buraków            | 114,06            | główna część   |
| Dąbrowa            | 360,18            | większa część  |
| Kiełpin Poduchowny | 6,01              | mała część     |
| Łomianki (Stare)   | 116,07            | główna część   |
| Łomianki Dolne     | 37,02             | mniejsza część |
| Łomianki Górne     | 182,66            | w całości      |

Według danych GUS z 1 stycznia 2024 r. miasto liczyło 18 226 mieszkańców, będąc 29. najludniejszym miastem w województwie.

## Położenie

Położenie na mapie gminy i powiatu

Miasto położone jest 14 km od centrum Warszawy przy drodze krajowej nr 7 (Warszawa – Gdańsk (ul. Kolejowa)).
Łomianki graniczą od północy z sołectwami Łomianki Dolne i Łomianki Chopina, przez Wisłę z osiedlem Nowodwory w warszawskiej dzielnicy Białołęka, od wschodu z osiedlem Młociny w warszawskiej dzielnicy Bielany, od południa z Kampinoskim Parkiem Narodowym, miejscowościami Laski i Sieraków z gminy Izabelin, od zachodu z sołectwami Dziekanów Leśny i Kiełpin.
Znaczna część Łomianek leży na terenie zalewowym w starorzeczu Wisły, w którym znajdują się trzy z sześciu jezior w gminie: Pawłowskie, Fabryczne i Ostrowskie.
W latach 1975–1998 miasto administracyjnie należało do województwa warszawskiego.

## Historia
Początki osadnictwa w tej okolicy datowane są na X–XI wiek. Pierwsza wzmianka pisana pochodzi z 1418. Od XV–XVI wieku osadnictwo mennonickie nad Wisłą. Prywatna wieś szlachecka, w 1739 roku należała do klucza Łomianki Lubomirskich. W XVIII wieku istniała tu prochownia założona przez generała Alojzego Fryderyka von Brühla.
Wieś szlachecka Łomni położona była w 1580 roku w powiecie warszawskim ziemi warszawskiej województwa mazowieckiego. Przed II wojną światową część gminy Młociny, po przyłączeniu Młocin do Warszawy samodzielna gmina wiejska Łomianki. W latach 1954–1972 wieś należała i była siedzibą władz gromady Łomianki. Do 1975 należała do powiatu nowodworskiego.
Przed II wojną światową wieś wielonarodowościowa – Polacy, Niemcy, Żydzi. W 1924 przeniesiono tu kościół i parafię z Kiełpina, w 1929 otwarto kolej Warszawa – Młociny – Palmiry. W czasie II wojny światowej miejsce walk w 1939 i w 1944. W ramach prowadzonej przez okupanta niemieckiego akcji zagłady Żydów osoby pochodzenia żydowskiego deportowano do getta w Legionowie.
W latach 50. XX wieku po włączeniu Młocin do Warszawy powstała Gmina Łomianki.
1 stycznia 1989 miejscowość otrzymała prawa miejskie.

### Nazwa
Nazwa Łomianki pochodzi od słów łominy, łomna oznaczających miejsca, gdzie wylewy rzeki naniosły drzewa, lub równiny z wykrotami po wykarczowanym lesie.

### Burmistrzowie miasta i gminy Łomianki
Od powstania miasta Łomianki stanowisko burmistrza pełnili kolejno:
- Wiesław Bochenek (pełniący obowiązki): 1989–1990
- Lech Jeziorski: 1990–1991
- Andrzej Belka: 1991–1998
- Łucjan Sokołowski: 1998–2006
- Wiesław Pszczółkowski: 2006–2010
- Tomasz Dąbrowski: 2010–2018
- Małgorzata Żebrowska-Piotrak: 2018-2024
- Tomasz Dąbrowski: 2024-obecnie

## Demografia
Według danych GUS na 30 czerwca 2006 pod względem liczby ludności jest 37. miastem województwa mazowieckiego spośród 85, w latach 2006–2007 przyrost ludności wyniósł tu 2,58%. Według stanu na 1 stycznia 2020 r. miasto zamieszkiwało 17 042 mieszkańców.
Łomianki – liczba ludności miasta w wybranych latach
Łomianki – struktura płci i wieku mieszkańców
Według GUS 31 grudnia 2006 było w Łomiankach zameldowanych 15 679 osoby, a faktycznie zamieszkiwało 15 875.
| Opis                              | Ogółem | Ogółem | Kobiety | Kobiety | Mężczyźni | Mężczyźni |
| --------------------------------- | ------ | ------ | ------- | ------- | --------- | --------- |
| Jednostka                         | osób   | %      | osób    | %       | osób      | %         |
| Populacja                         | 15 875 | 100    | 7653    | 48,2    | 8222      | 51,8      |
| Gęstość zaludnienia [mieszk./km²] | 1889,9 | 1889,9 | 911,1   | 911,1   | 978,8     | 978,8     |

## Gospodarka
- POLMO Łomianki – części samochodowe
- ACTION Łomianki – artykuły niespożywcze
- Bazar GS
- CH Auchan
- Biedronka
- Top Market – market
- NETTO – market
- Lidl

## Transport

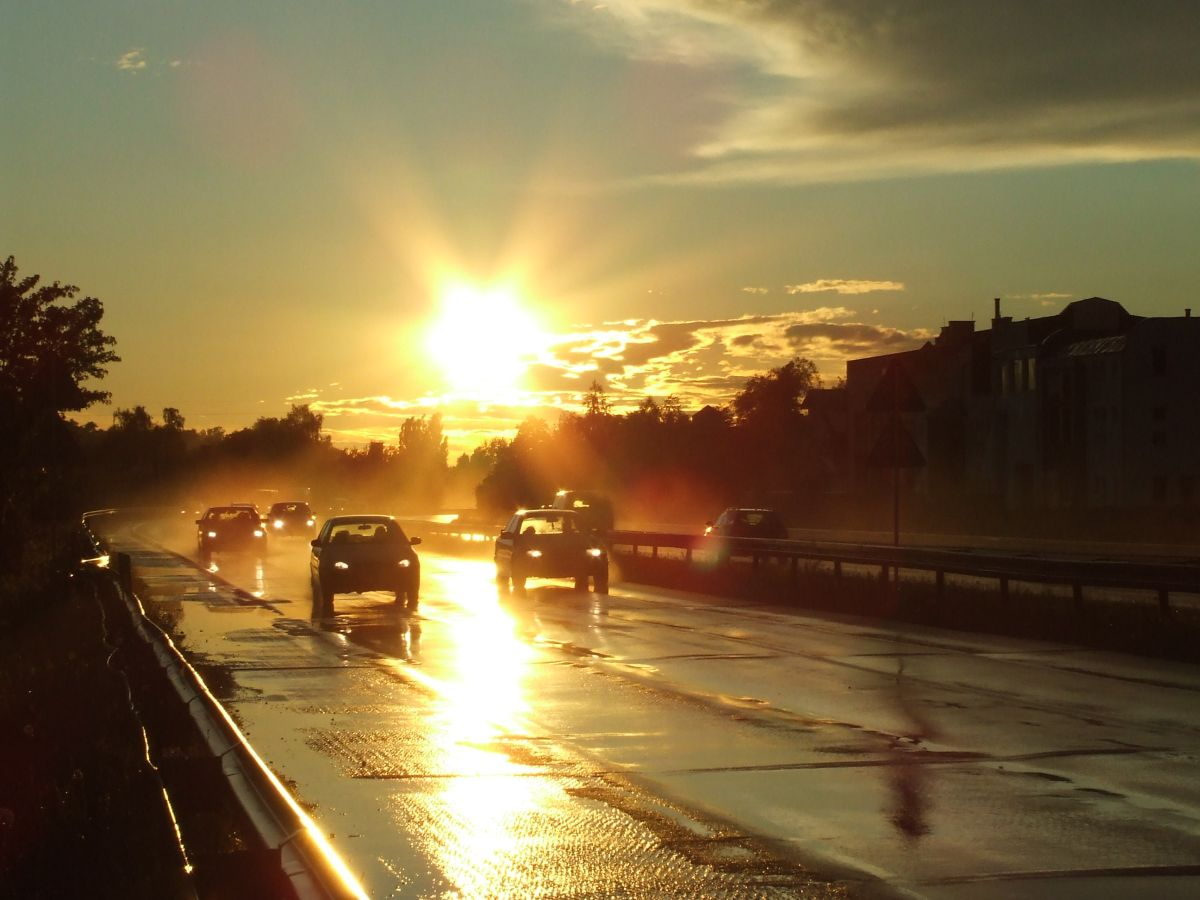
Droga krajowa nr 7 w Łomiankach

### Stan do 2018 roku

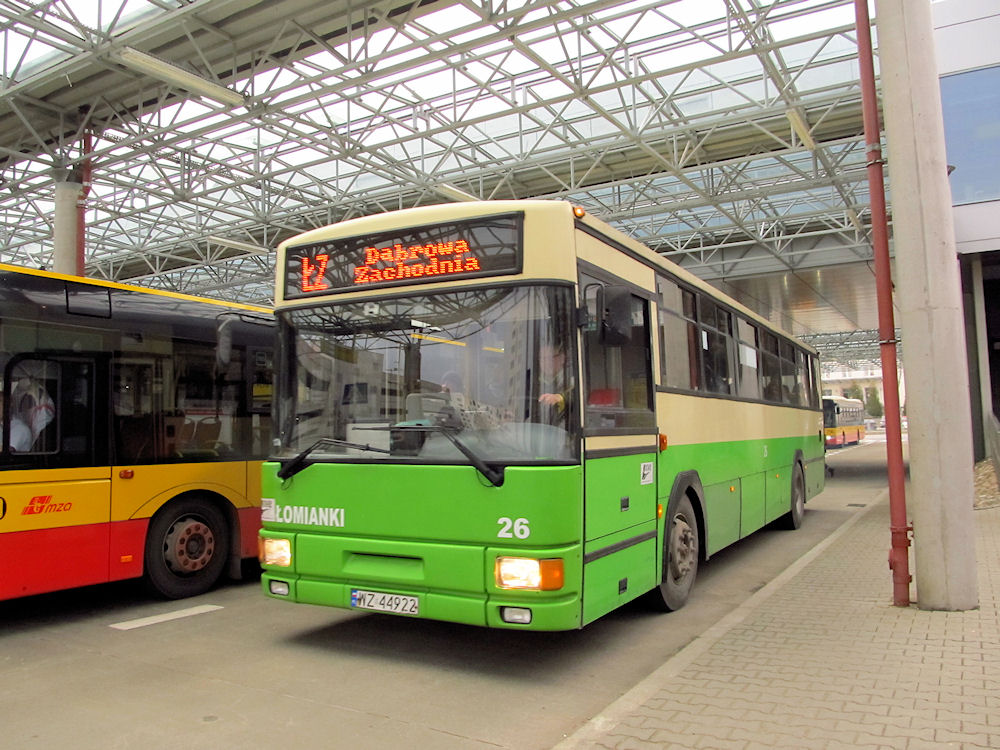
Autobus Jelcz 120M należący do KM Łomianki na krańcu Metro Młociny – linia ŁZ. Taki schemat malowania był obecny na wszystkich autobusach KMŁ do 1 stycznia 2018 roku.

Historia komunikacji miejskiej w Łomiankach sięga 1991 roku. Komunikację Miejską Łomianki jako referat Urzędu Miasta i Gminy Łomianki uruchomiło trzech powołanych przez burmistrza Lecha Jeziorskiego  kierowników: Jan Kornalewski, Marek Ślusarczyk oraz inż. Ryszard Wyszogrodzki. Początkowo były to linie Ł i Ł-BIS, które obsługiwały trasy z Placu Wilsona w Warszawie do szpitala w Dziekanowie Leśnym oraz do Łomnej i Sadowej. Komunikacja Miejska Łomianki w takiej formule pracowała do końca 1996 roku.
Następnym operatorem komunikacji stało się przedsiębiorstwo miejskie Komunikacja Miejska Łomianki sp. z o.o., które obsługiwało linie autobusowe:
| Numer       | Pętla początkowa   | Pętla końcowa             |
| ----------- | ------------------ | ------------------------- |
| Ł1          | Dziekanów Leśny    | Warszawa (Metro Młociny)  |
| Ł2          | Dziekanów Leśny    | Warszawa (Metro Marymont) |
| Ł3          | Dziekanów Leśny    | Sadowa                    |
| Ł4          | ICDS               | Kiełpin                   |
| ŁD          | Łomianki           | Dąbrowa Leśna             |
| ŁZ          | Łomianki Zachodnia | Warszawa (Metro Młociny)  |
| BIS Dębina  | Dębina             | Warszawa (Metro Marymont) |
| BIS Palmiry | Palmiry            | Warszawa (Metro Marymont) |
| BIS Sadowa  | Sadowa             | Warszawa (Metro Marymont) |

Do Dąbrowy Zachodniej w południowej części miasta dojeżdżał także autobus ZTM linii „701”. Na zlecenie ZTM prywatny ajent obsługiwał także linię „L-7” łączące miasto ze Starostwem Powiatowym w Ożarowie Mazowieckim (trasa prowadziła przez warszawskie osiedle Wólka Węglowa, Mościska i Stare Babice).

### Komunikacja miejska po wejściu do ZTM
Od 1 stycznia 2018 r. Łomianki, na mocy umowy pomiędzy miastem a ZTM (obecnie WTP), zostały włączona w I strefę biletową ZTM Warszawa. Dotychczasowy przewoźnik Komunikacja Miejska Łomianki stał się podwykonawcą ZTM. Dzięki temu w autobusach obowiązuje ujednolicona taryfa z ZTM, zmieniono przebieg oraz numerację linii autobusowych a pojazdy zostały dostosowane do wymagań ZTM. Ponadto na wniosek Urzędu Miasta Łomianki od 3 września 2018 roku, z Metra Marymont do Centrum Handlowego Auchan w Łomiankach, w dni powszednie dojeżdża linia 110.
Obecnie po Łomiankach kursuje 5 linii WTP:
| Obecny numer | Dawny numer | Rodzaj linii | Pętla początkowa              | Pętla końcowa  | Częstotliwość (szczyt/poza szczytem/święto) |
| ------------ | ----------- | ------------ | ----------------------------- | -------------- | ------------------------------------------- |
| 110          | Ł4          | zwykła       | CH Łomianki                   | Metro Marymont | 15/20/-- min.                               |
| 150          | Ł1 i Ł2     | zwykła       | Dziekanów Leśny               | Metro Młociny  | 10/15/30 min.                               |
| 250          | 701 i ŁZ    | zwykła       | Łomianki Zachodnia            | Metro Młociny  | 20/30/30 min.                               |
| 750          | BIS         | strefowa     | Dębina                        | Metro Młociny  | 20/30/30 min.                               |
| 755          | 850         | strefowa     | Metro Słodowiec/Metro Młociny | Cybulice Duże  | 60/120/180-480 min.                         |
| N56          | NŁ5         | nocna        | Dziekanów Leśny               | Metro Młociny  | co 60 min.                                  |

W Łomiankach kursują także 3 linie lokalne zarządzane przez Komunikację Miejską Łomianki. Przejazdy tymi liniami są bezpłatne:
| Obecny numer | Dawny numer | Pętla początkowa | Pętla końcowa        |
| ------------ | ----------- | ---------------- | -------------------- |
| 1            | ŁD          | Dziekanów Leśny  | Dąbrowa Zachodnia    |
| 2            | Ł4          | ICDS             | Kiełpin              |
| 3            | Ł3          | Dziekanów Leśny  | Izabelin Dziekanówek |

Dodatkowo przez Łomianki przejeżdżają autobusy PKS Polonus w kierunku Warszawy, gmin Czosnów, Zakroczym i Leoncin oraz Nowego Dworu Maz.
W sezonie letnim istnieje również okresowe połączenie promem pieszo-rowerowym Łomianek z Warszawską Białołęką.
Do 1 grudnia 2024 roku Warszawski Transport Publiczny obsługiwał również lokalną linię L-7, kursującą pomiędzy Dziekanowem Leśnym a Starostwem Powiatowym w Ożarowie Mazowieckim. Linia realizowała sześć kursów dziennie w dni powszednie. Została zastąpiona przez Grodziskie Przewozy Autobusowe, otrzymując numer 97. Zwiększono częstotliwość kursowania – autobusy jeżdżą co 60 minut (z wyłączeniem niedziel i świąt). Jednocześnie wydłużono trasę linii do Malich w Pruszkowie.

### Obwodnica Łomianek
Od 2031 roku DK7 zostanie zamieniona w drogę ekspresową S7 z węzłami : 
- Łomianki Dąbrowa
- Łomianki Górnica
- Kiełpin
- Sadowa
- Łomna Wschód

Prócz nowej S7-ki trasa linii autobusowej 750 zamieni się w DK69 na odcinku Warszawa - Kazuń Bielany wraz z DK85 i DW579 i trasa S50, czyli Trasa Mikołajka  wraz z autostradą A50, jako Autostradą Raweckiego i GDDKiA zbuduje też nową drogę ekspresową S10, którą nazwiemy Trasą HC. Jeżeli chodzi o DW101, to będzie łącznik między S7 a DK69.

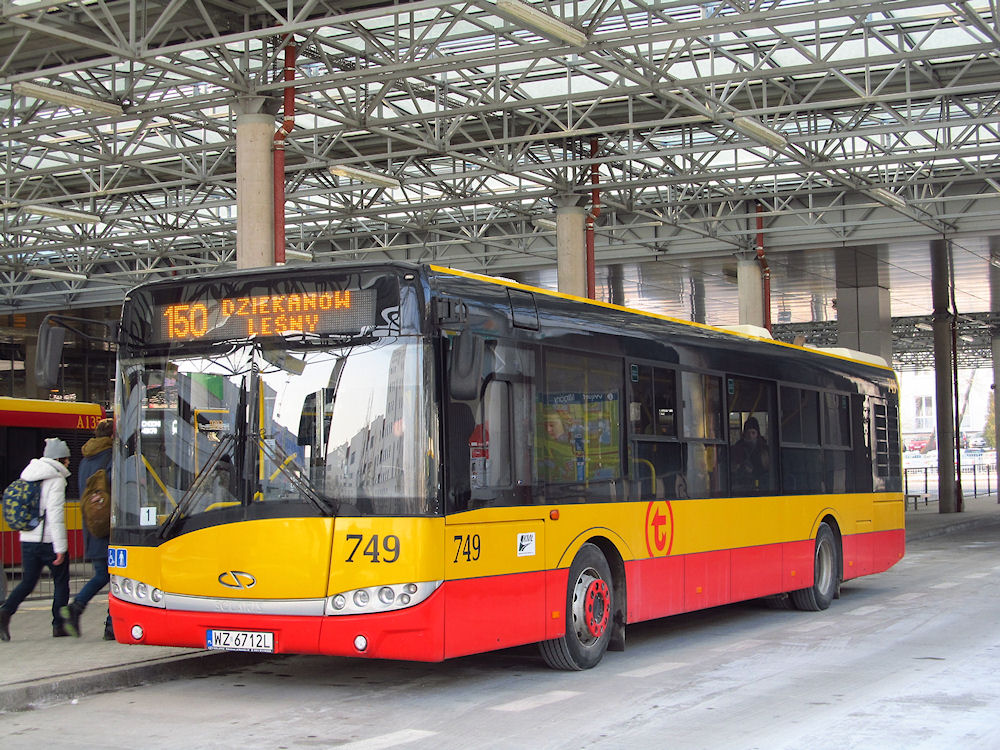
Autobus Solaris Urbino 12

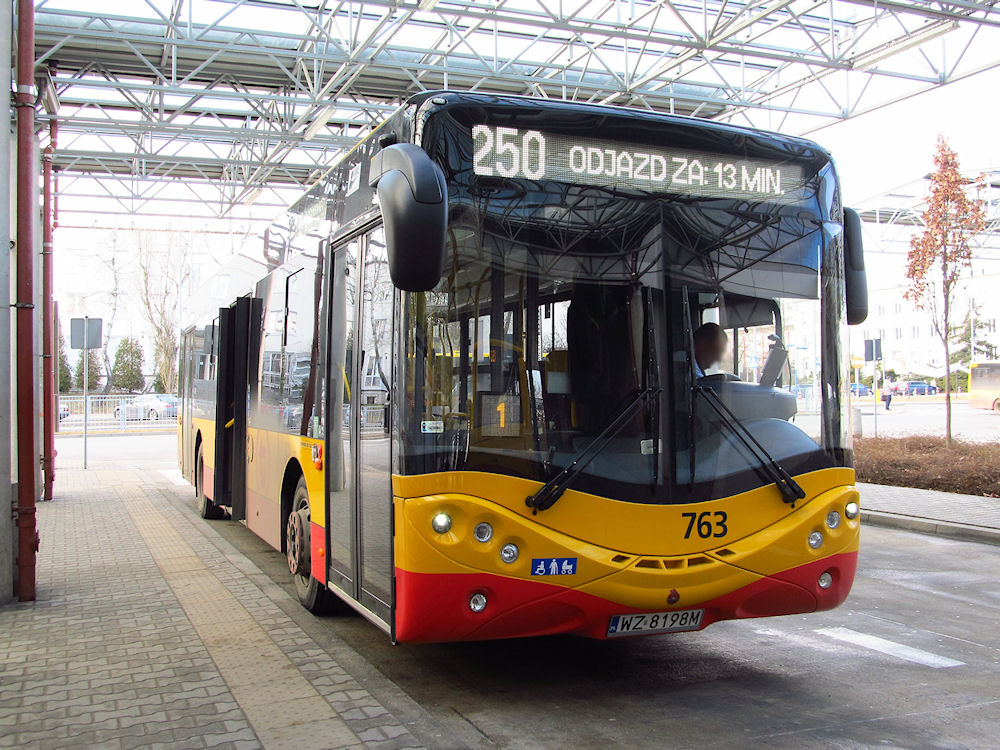
Autobus Ursus CitySmile CS12LF

### Autobusy KM Łomianki[18]
| Model autobusu                                                 | Początek eksploatacji                                          | przewóz osób na wózkach                                        | Liczba |
| -------------------------------------------------------------- | -------------------------------------------------------------- | -------------------------------------------------------------- | ------ |
| Autosan Sancity 9LE                                            | 2019                                                           | przewóz osób na wózkach                                        | 2      |
| Jelcz M121M                                                    | 2006                                                           | przewóz osób na wózkach                                        | 1      |
| Jelcz M121I                                                    | 2008                                                           | przewóz osób na wózkach                                        | 2      |
| Mercedes-Benz 519 CDI                                          | 2014                                                           | przewóz osób na wózkach                                        | 4      |
| Solaris Urbino 12 III                                          | 2010                                                           | przewóz osób na wózkach                                        | 21     |
| Solaris Urbino 12 IV                                           | 2019                                                           | przewóz osób na wózkach                                        | 4      |
| Solaris Urbino 12 IV electric                                  | 2019                                                           | przewóz osób na wózkach                                        | 2      |
| Ursus CS12LFD City Smile                                       | 2017                                                           | przewóz osób na wózkach                                        | 2      |
| Ilość pojazdów                                                 | Ilość pojazdów                                                 | Ilość pojazdów                                                 | 38     |
| Udział autobusów niskopodłogowych i niskowejściowych we flocie | Udział autobusów niskopodłogowych i niskowejściowych we flocie | Udział autobusów niskopodłogowych i niskowejściowych we flocie | 100%   |

### Osiedla

Miasto i gmina Łomianki:
- kolorem jasnozielonym zaznaczono sołectwa gminy
- kolorem khaki zaznaczono obszar miasta

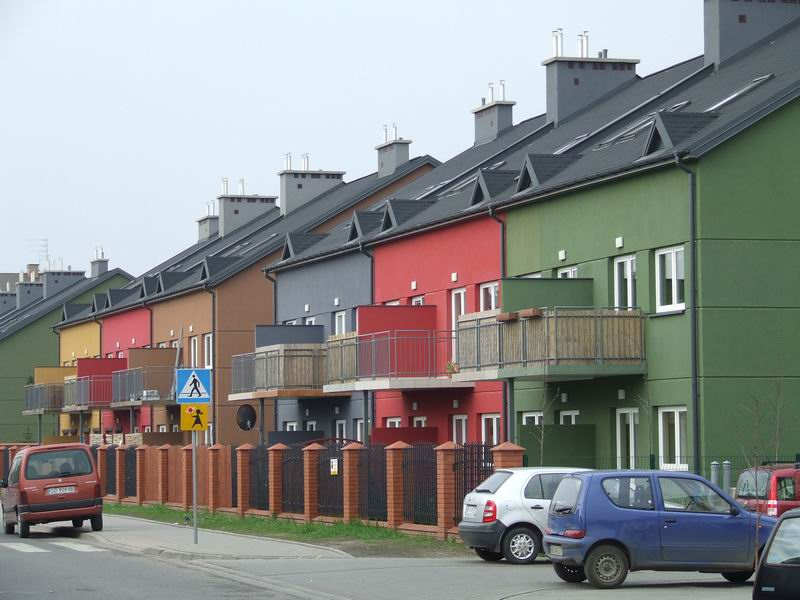
Osiedle Tęcza – Łomianki Górne

W skład miasta Łomianki wchodzą następujące jednostki pomocnicze::
| - Buraków, - Dąbrowa Leśna, - Dąbrowa Rajska, - Dąbrowa Zachodnia, - Łomianki Baczyńskiego - Łomianki Centralne, - Łomianki Górne, - Łomianki Majowe, | - Łomianki Pawłowo, - Łomianki Powstańców, - Łomianki Prochownia, - Łomianki Równoległa - Łomianki Stare, - Łomianki Trylogia, - Łomianki Fabryczne. |

## Edukacja

### Szkoły
- Szkoła Podstawowa nr 1 im. Marii Kownackiej
- Prywatna Szkoła Podstawowa z Oddziałami Przedszkolnymi „Pro Futuro”
- Publiczne Liceum Ogólnokształcące im. Karola Wojtyły[20]
- Szkoła Podstawowa im. Jadwigi i Romana Kobendzów w Sadowej
- Szkoła Podstawowa nr 2 z Oddziałami Dwujęzycznymi im. Ireny Szewińskiej
- Szkoła Podstawowa nr 3 z Oddziałami Dwujęzycznymi i Sportowymi im. Janusza Kusocińskiego

### Przedszkola
- Europejskie Przedszkole Niepubliczne „Dziecięca Planeta”
- Punkt przedszkolny „Kidi Mini”
- Przedszkole Niepubliczne Zgromadzenia Córek Maryi Wspomożycielki im. Aniołów Stróżów
- Przedszkole Niepubliczne Zgromadzenia Sióstr Niepokalanego Poczęcia Najświętszej Marii Panny
- Polsko-Angielskie Przedszkole Niepubliczne „The Treehouse”
- Przedszkola Samorządowe: w Łomiankach, w Dąbrowie, w Dziekanowie Leśnym (nr 1 i 2)
- Przedszkole Niepubliczne „Kraina Fantazji” (dawniej: „Domowe Przedszkole w Krainie Fantazji”)

### Uczelnie
- Wydział Nauk o Rodzinie UKSW
- Wyższa Szkoła – Nowa Edukacja

### Niepubliczna Szkoła Muzyczna I i II stopnia
W Łomiankach od 1995 działa Niepubliczna Szkoła Muzyczna I i II st. o statusie artystycznej szkoły publicznej. Uprawnienia szkoły publicznej otrzymała od Ministra Kultury i Dziedzictwa Narodowego w 2000. Siedziba główna Szkoły mieści się przy ul. Warszawskiej 73 (klasy filialne w ICDS i Dziekanowie Leśnym przy ul. Akinsa). W szkole edukację muzyczna pobiera 70 uczniów w następujących sekcjach instrumentalnych: klasa fortepianu, skrzypiec, wiolonczeli, gitary, perkusji, instrumentów dętych. Przy szkole działa Przedszkolne Studium Muzyczne dla dzieci od lat trzech. W szkole prowadzone są zajęcia gry na instrumentach, a także lekcje teorii: kształcenie słuchu, rytmika, audycje muzyczne, zespół kameralny, chór itp. Szkoła współpracuje z ośrodkami muzycznymi za granicą – uczniowie szkoły brali udział m.in. w konkursach międzynarodowych (w Koszycach na Słowacji, Fundão w Portugalii), zdobywając tytuły laureatów. 1 maja 2004 w dniu wejścia Polski do Unii Europejskiej delegacja Szkoły Muzycznej z Łomianek wystąpiła w koncercie w Portugalii (specjalne gratulacje z siedziby Unii Europejskiej w Lizbonie). Szkoła organizuje Międzynarodowy Konkurs Muzyczny im. Juliusza Zarębskiego pod patronatem Ministerstwa Kultury i Dziedzictwa Narodowego.

## Kultura i sport

### Biblioteka Publiczna w Łomiankach
Biblioteka Publiczna w Łomiankach powstała w 1947. Mieści się na piętrze budynku przy ul. Wiejskiej 12a. Posiada dwie filie: Filię nr 1 w Dziekanowie Nowym (ul. Rolnicza 435) oraz Filię nr 2 w Dąbrowie Leśnej (ul. Partyzantów 31). Biblioteka pełni rolę ośrodka kultury (organizuje: spotkania autorskie, głośne czytania bajek, warsztaty animacyjno-literackie, konkursy literackie i pokazy filmowe) oraz centrum informacji (oferuje bezpłatny dostęp do Internetu oraz bogaty księgozbiór).

### Centrum Kultury w Łomiankach
W Łomiankach istnieje Centrum Kultury w Łomiankach (Łomianki Stare), w których odbywają się zajęcia kulturalne i gimnastyczne. Każde dziecko może tu znaleźć coś dla siebie. Organizowane są tu także zajęcia dla dorosłych. W Centrum Kultury odbywają są koncerty muzyczne, teatrzyki dla dzieci, bale karnawałowe, a także finał WOŚP.

### ICDS

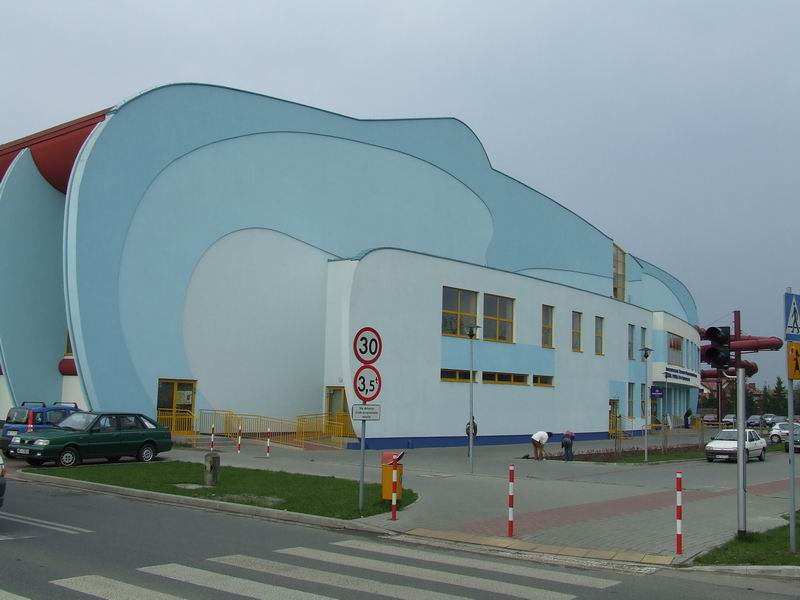
Integracyjne Centrum Dydaktyczno-Sportowe w Łomiankach

Łomianki posiadają ogromny charakterystyczny niebieski budynek o nazwie Integracyjne Centrum Dydaktyczno-Sportowe im. Jana Pawła II (ICDS). Budynek posiada basen, hale sportową, strzelnicę, saunę, fitness i aule widowiskowo-koncertową, na której, podobnie jak w Domu Kultury, odbywają się koncerty i imprezy dla dzieci. W hali organizowane są różnorodne imprezy sportowe np. Puchar Polski w tańcu na wózkach, Mistrzostwa Warszawy w Tańcu Towarzyskim, Mistrzostwa Polski w Karate itd.

### Kluby sportowe
- Klub Sportowy „Łomianki”, ul. Fabryczna 48,
- Łomiankowski Klub Sportów Walki "Kobra", ul. Warszawska 73
- UKS „V” Łomianki, Integracyjne Centrum Dydaktyczno-Sportowe w Łomiankach, ul. Stanisława Staszica 2
- Klub „FIDES”, parafia św. Małgorzaty, ul. Warszawska 121
- Centrum Tańca „SWING”, ul. Równoległa 22a
- Fundacja Promocji Rekreacji „KiM”, ul.Partyzantów 21
- Stowarzyszenie Akademia Siatkówki Łomianki
- Akademia Piłkarska, ul. 11 Listopada 48
- Jacht Klub, ul. Wiejska 12A
- Frajda Tennis Club, ul. Jeziorna 1a
- Galeria i dom tańca „Koko Art”, ul. Pancerz 6
- "Grzechotniki" amatorska drużyna koszykarska trenująca w ICDS

Miasto posiada także damską drużynę koszykarską Arcus SMS Łomianki, która dostała się do ekstraklasy.

### Prasa
W Łomiankach wychodzi prasa lokalna – bezpłatny dwutygodnik „Gazeta Łomiankowska.pl” wydawany przez Komunikację Miejską Łomianki Sp. z o.o. oraz niezależny miesięcznik „Łomianki.Info”  wydawany przy portalu www.lomianki.info .
Bliskość Warszawy sprawia, że można tu też nabyć prasę warszawską.

## Zabytki
Wpisane do rejestru zabytków nieruchomych:
- willa z ogrodem, ul. Racławicka 15, pocz. XX w.; nr rej.: 1265 z 3 marca 1986 (Łomianki)
- willa z ogrodem, ul. Dolna 41; nr rej.: 1459-A z 27 grudnia 1990 (Dąbrowa Leśna)
- willa, drewn. z ogrodem, ul. Pionierów 22, 1927; nr rej.: 1227 z 2 maja 1983 (Dąbrowa Leśna)

## Wspólnoty wyznaniowe

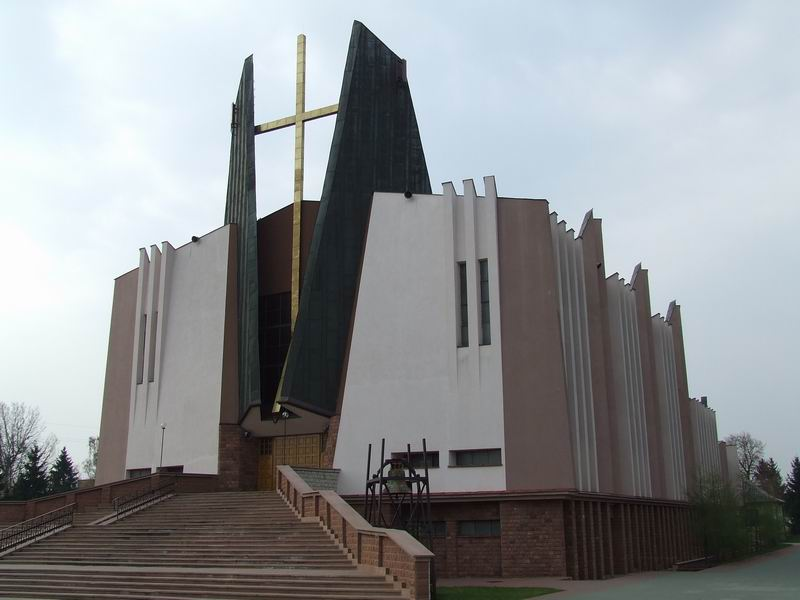
Kościół św. Małgorzaty

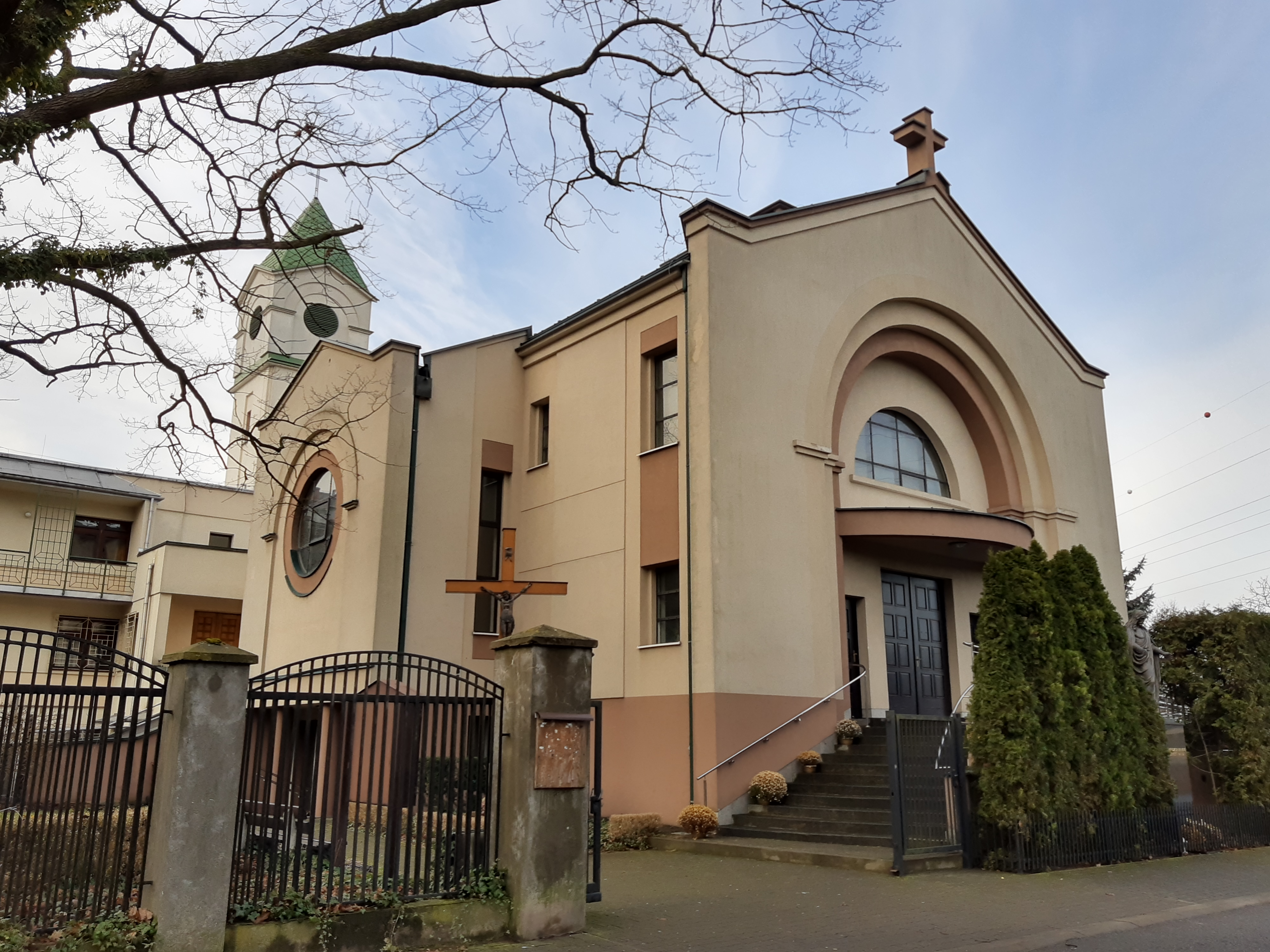
Kościół Bł. Marceliny Darowskiej

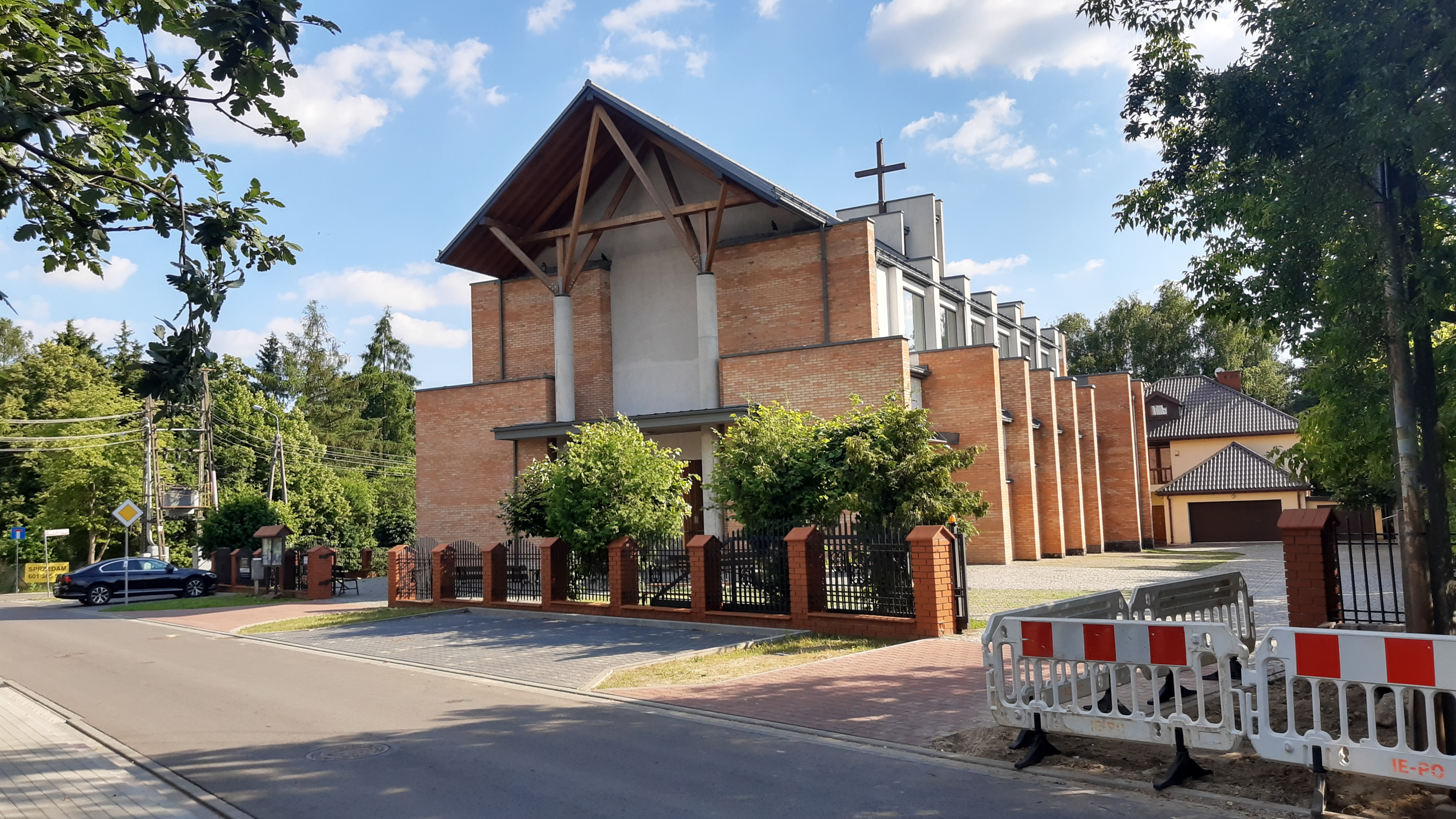
Kościół Św. Marka Ewangelisty

Na terenie miasta Łomianki działają 3 parafie rzymskokatolickie z 4 w gminie archidiecezji warszawskiej, dekanatu kampinoskiego, a dziekanem dekanatu jest ks. prałat dr Marek Kiliszek, proboszcz parafii św. Małgorzaty DM w Łomiankach. Parafie te to:
- Rzymskokatolicka parafia pw. św. Małgorzaty z Antiochii Pizydyjskiej w Łomiankach, os. Łomianki Górne,
- Rzymskokatolicka parafia pw. św. Marka Ewangelisty w Łomiankach, os. Dąbrowa Leśna,
- Rzymskokatolicka parafia pw. bł. Marceliny Darowskiej w Łomiankach, os. Buraków,

Oprócz parafii działają tu także klasztor Augustianów (os. Buraków), Dom Zakonny Towarzystwa Chrystusowego dla Polonii (Łomianki), a 2 przedszkola prowadzone są przez siostry zakonne ze Zgromadzenia Sióstr Niepokalanego Poczęcia Najświętszej Marii Panny (Siostry Niepokalanki) oraz ze Zgromadzenia Córek Maryi Wspomożycielki (Siostry Salezjanki). Na terenie Wydziału Nauk o Rodzinie UKSW znajduje się także kaplica.
Miejscowy zbór Świadków Jehowy posiada Salę Królestwa przy ul. Batalionów Chłopskich. Działalność prowadzi tu także zbór Kościoła Światło Świata (La Luz del Mundo), którego siedziba znajduje się przy ul. Ferrytowej.
Inne wyznania nie mają współcześnie swoich świątyń na terenie miasta i gminy. W okresie przed II wojną światową znajdowała się tu synagoga i położona przy ul. Szpitalnej ewangelicka kaplica filialna, podległa parafii ewangelicko-augsburskiej w Nowym Dworze Mazowieckim. Istnienie tych obiektów związane było ze składem etnicznym miejscowej ludności. W budynku kaplicy powstały również pomieszczenia szkoły wyznaniowej oraz mieszkanie duchownego. Założony tu został również ewangelicki cmentarz. Filia nowodworskiej parafii luterańskiej działała do 1944. 18 stycznia 1945 dawna siedziba zboru została zajęta na potrzeby szkoły podstawowej, którą uruchomiono w tym budynku 17 marca tego roku. 11 kwietnia 1956 obiekt ten uległ zniszczeniu w wyniku podpalenia, w związku z czym jedynym materialnym świadectwem obecności mieszkańców wyznania ewangelickiego zachowanym do czasów współczesnych pozostają trzy cmentarze – w Dąbrowie, Dziekanowie Leśnym i Kępie Kiełpińskiej.

## Współpraca międzynarodowa
Miasta i gminy partnerskie:
| Miasto                 | Kraj              | Data podpisania umowy |
| ---------------------- | ----------------- | --------------------- |
| Noyelles-lès-Vermelles | Francja           | 1 lutego 1991         |
| Columbia Heights       | Stany Zjednoczone | 14 lipca 1991         |

## Honorowi obywatele
Na mocy Uchwały Rady Miejskiej w Łomiankach nr XXXII/209/93 z 29 grudnia 1993 w sprawie zasad i trybu nadawania Honorowego Obywatelstwa Gminy tytuł honorowego obywatela otrzymali:
- Irvin Hertz (ur. 1925) – za działalność na rzecz Łomianek w ramach Korpusu Pokoju (1994)
- Marcus L. Shook (ur. 1920) – ostatni żyjący członek załogi bombowca B-17G Nr 43-38175 „I’ll be seeing you/till we meet again” zestrzelonego nad Dziekanowem Leśnym w 1944 (1994) (zm. 22 stycznia 1995)[38]
- Walter Logacz – za promocję działań siostrzanych miast Łomianki i Columbia Hights oraz wsparcie szpitala w Dziekanowie Leśnym (2001)
- Kazimierz Majdański (1916-2007) – arcybiskup, założyciel Instytutu Studiów nad Rodziną (obecnie Wydziału Nauk o Rodzinie), Kawaler Orderu Orła Białego, w uznaniu zasług dla gminy Łomianki (2003)[39]
- Leon Copin – za szczególne zasługi w działaniu na rzecz rozwoju współpracy partnerskiej pomiędzy Łomiankami a Noyelles les Vermelles (2009)
- Teresa Kulesza – za wieloletnią działalność na rzecz pogłębiania więzi między społecznościami miast partnerskich Łomianek i Noyelles les Vermelles (2009)
- Andrzej Kulesza – za zainicjowanie współpracy między Łomiankami a Noyelles les Vermelles i wieloletnią działalność na rzecz pogłębiania więzi łączących społeczności obu miast (2009)

## Galeria

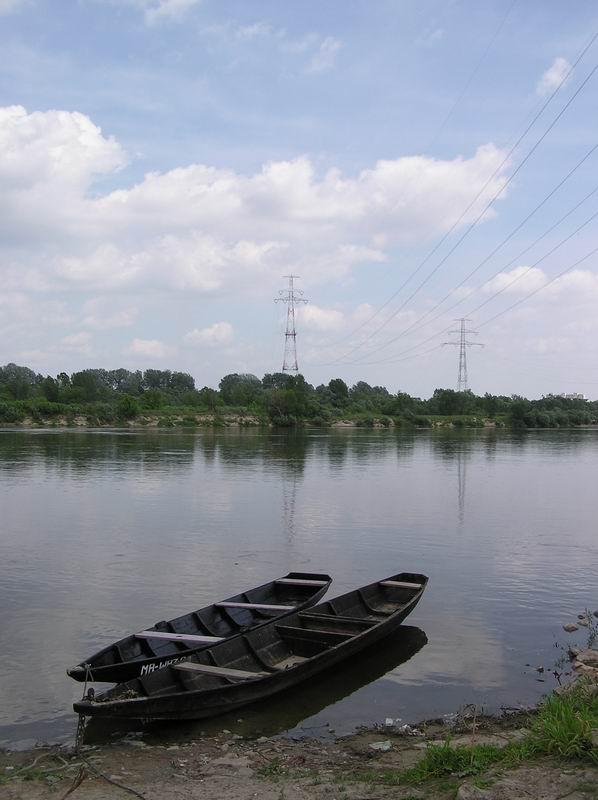
Rzeka Wisła w Burakowie
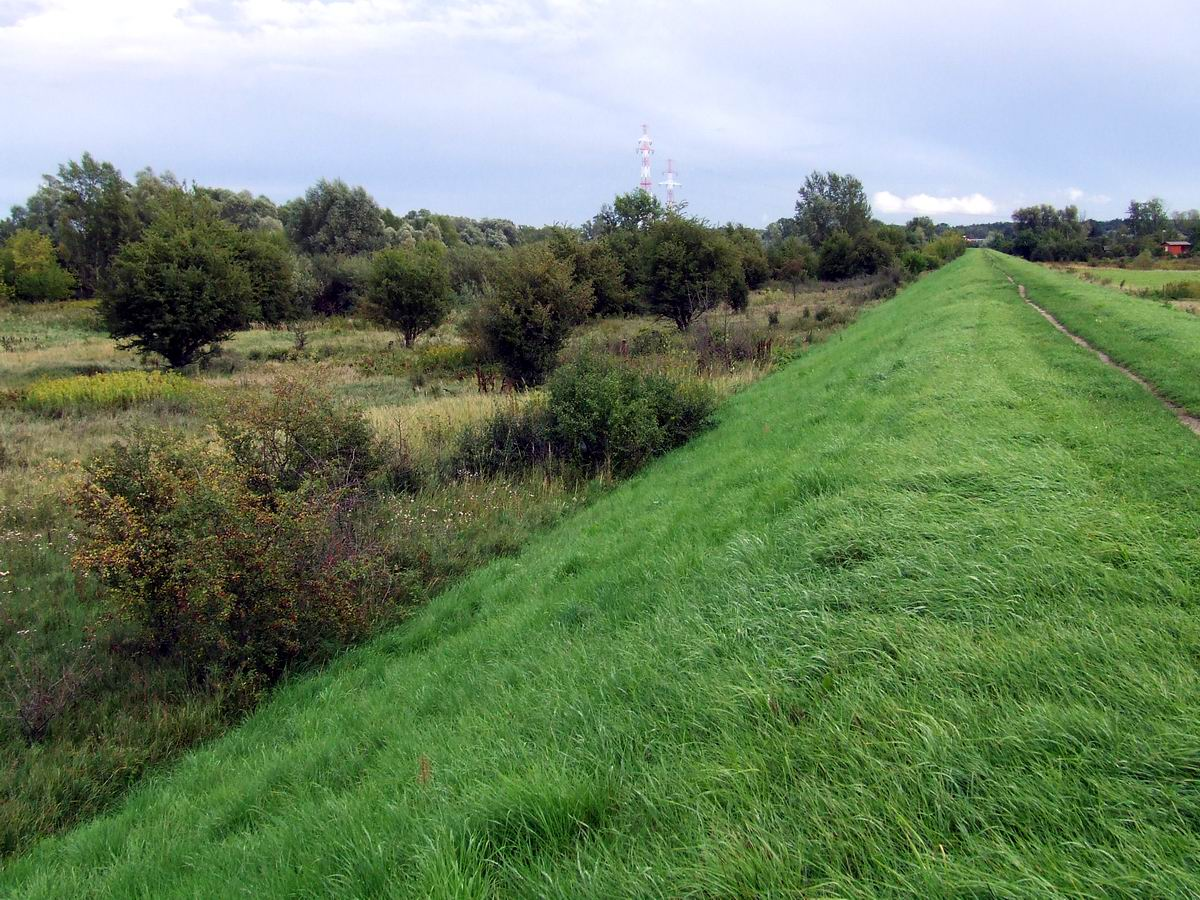
Wał przeciwpowodziowy nad Wisłą
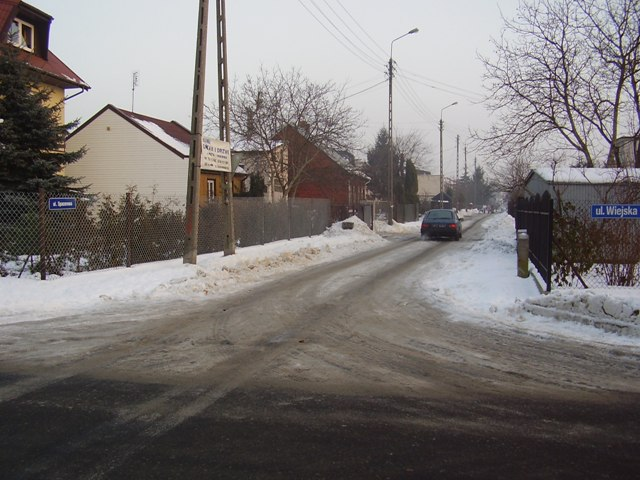
Skrzyżowanie ul. Wiejskiej i ul. Spacerowej w Łomiankach
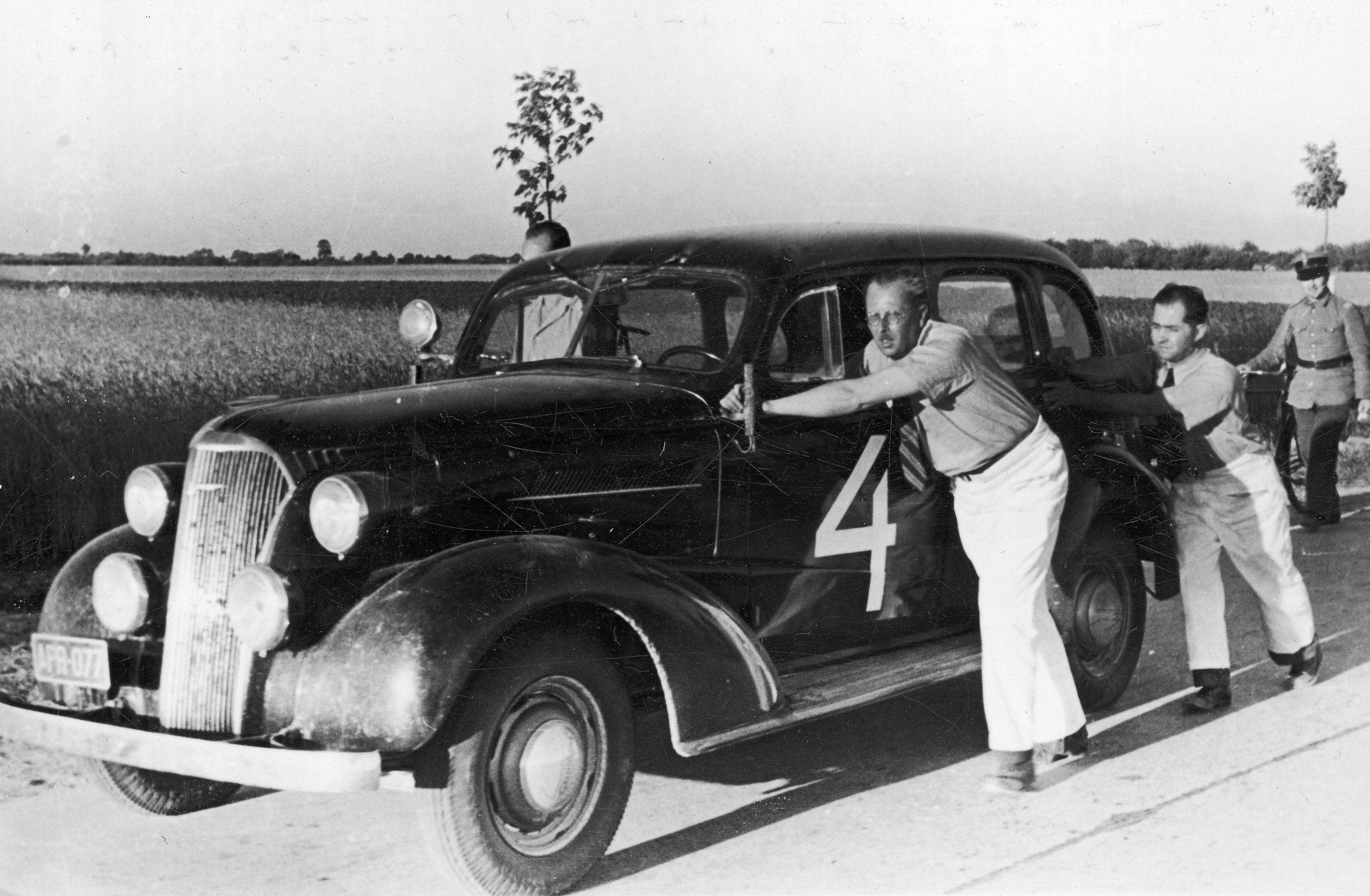
Rajd w Łomiankach w 1937